# Elecciones presidenciales de Brasil de 1926
La elección presidencial de Brasil de 1926 se realizó el 1 de marzo para los cargos de presidente y vicepresidente. Resultó vencedor Washington Luís Pereira de Sousa.

## Resultados
| Elección presidencial             | Elección presidencial | Elección presidencial | Elección para vicepresidente | Elección para vicepresidente | Elección para vicepresidente |
| Candidato                         | Votos                 | Porcentaje            | Candidato                    | Votos                        | Porcentaje                   |
| --------------------------------- | --------------------- | --------------------- | ---------------------------- | ---------------------------- | ---------------------------- |
| Washington Luís                   | 688.528               | 99,70%                | Fernando de Melo Viana       | 685 754                      | 99,62%                       |
| Joaquim Francisco de Assis Brasil | 1116                  | 0,16%                 | Alexandre Barbosa Lima       | 1122                         | 0,16%                        |
| Fernando de Melo Viana            | 341                   | 0,05%                 | Luís Carlos Prestes          | 262                          | 0,04%                        |
| Otros                             | 598                   | 0,09%                 | Otros                        | 1210                         | 0,18%                        |
| Votos nominales                   | Votos nominales       | 690 583               | Votos nominales              | Votos nominales              | 688 348                      |
| Votos blancos/nulos               | Votos blancos/nulos   | 11 417                | Votos blancos/nulos          | Votos blancos/nulos          | 13 652                       |
| Total                             | Total                 | 702 000               | Total                        | Total                        | 702 000                      |